# Liste der Kulturdenkmäler in Rosenthal (Hessen)
Die folgende Liste enthält die in der Denkmaltopographie ausgewiesenen Kulturdenkmäler auf dem Gebiet  der  Stadt Rosenthal, Landkreis Waldeck-Frankenberg, Hessen.
Hinweis: Die Reihenfolge der Denkmäler in dieser Liste orientiert sich zunächst an Stadtteilen und anschließend der Anschrift, alternativ ist sie auch nach der Bezeichnung, der vom Landesamt für Denkmalpflege vergebenen Nummer oder der Bauzeit sortierbar.
Kulturdenkmäler werden fortlaufend im Denkmalverzeichnis des Landes Hessen durch das Landesamt für Denkmalpflege Hessen auf Basis des Hessischen Denkmalschutzgesetzes (HDSchG) geführt. Die Schutzwürdigkeit eines Kulturdenkmals hängt nicht von der Eintragung in das Denkmalverzeichnis des Landes Hessen oder der Veröffentlichung in der Denkmaltopographie ab.

Das Vorhandensein oder Fehlen eines Objekts in dieser Liste ist keine rechtsverbindliche Auskunft darüber, ob es Kulturdenkmal ist oder nicht: Diese Liste entspricht möglicherweise nicht dem aktuellen Stand der offiziellen Denkmaltopographie. Diese ist für Hessen in den entsprechenden Bänden der Denkmaltopographie Bundesrepublik Deutschland und im Internet unter DenkXweb – Kulturdenkmäler in Hessen einsehbar. Auch diese Quellen sind, obwohl sie durch das Landesamt für Denkmalpflege Hessen aktualisiert werden, nicht immer aktuell, da es im Denkmalbestand immer wieder Änderungen gibt.
Eine verbindliche Auskunft erteilt allein das Landesamt für Denkmalpflege Hessen.
Nutze diese Kartenansicht, um Koordinaten in der Liste zu setzen. In dieser Kartenansicht sind Kulturdenkmale ohne Koordinaten mit einem roten bzw. orangen Marker dargestellt und können in der Karte gesetzt werden. Kulturdenkmale ohne Bild sind mit einem blauen bzw. roten Marker gekennzeichnet, Kulturdenkmale mit Bild mit einem grünen bzw. orangen Marker.

## Kulturdenkmale nach Ortsteilen

### Roda
| Bild            | Bezeichnung                       | Lage                                                                       | Beschreibung | Bauzeit                                        | Objekt-Nr. |
| --------------- | --------------------------------- | -------------------------------------------------------------------------- | --- | ---------------------------------------------- | ---------- |
| Bild gesucht BW | Zweigeschossiges Fachwerkwohnhaus | Roda, Christenbergweg 5 LageFlur: 4, Flurstück: 242/1                      | Im ausgehenden 18. Jahrhundert zur Straße giebelständig errichtetes, zweigeschossiges Fachwerkwohnhaus. Das stockwerkweise mit allseitigem Obergeschossüberstand abgezimmerte Gebäude erhebt sich über einem hohen Werksteinsockel und zeigt ein dichtes Fachwerkgefüge aus stark dimensionierten Hölzern. Die einfach verriegelten Geschosse wahren noch immer die inzwischen vermauerten ursprünglichen Fensteröffnungen und werden an den Eckständern mit unterschiedlich stark dimensionierten Mannfiguren, im Obergeschoss zusätzlich mit gegenläufigen Fußbändern ausgesteift. Den straßenseitigen Abschluss bildet ein doppelt überkragender Fachwerkgiebel. | Ende 18. Jahrhundert                           | 79874 DDB  |
| Bild gesucht BW | Historischer Ortskern             | Roda, Gesamtanlage 1 Lage                                                  | Hauptstraße 15, 18–22; Kirchweg 1–5, 6–10. Der Siedlungskern Rodas zeichnet sich noch heute deutlich im Ortsgrundriss ab. Im Bereich zwischen dem Kirchweg und der Hauptstraße sowie im direkten Anschluss an die beiden Straßen findet sich im Umfeld der Kirche die älteste Bebauung des Ortes. Unterschiedlich große Hofstellen mit Einhäusern oder Hakenhöfen prägen noch heute das Ortsbild beiderseits der Hauptstraße zwischen den Einmündungen des Kirchwegs und nördlich des letzteren. Über die Bauweise der Bauernhäuser in Roda berichtete 1856 der Lehrer Heinrich Wilhelm Homburg: „Die Häuser sind zweistöckig, doch gibt es auch einige einstöckige, theils aus Lehmsteinen, theils aus Filzgestein, nur der untere Theil der Häuser ist massiv. In den meisten Häusern ist Wohnhaus, Scheuer und Stallung unter einem Dache, nur bei 12 Wohnhäusern ist Scheuer und Stallung getrennt. Die Häuser sind gedeckt mit Ziegeln, nur 2 mit Schiefer und 3 noch mit Stroh“. |                                                | 721675 DDB |
| Bild gesucht BW | Gesamtanlage 2 Roda               | Roda, Gesamtanlage 2 Lage                                                  | An der Einmündung der Waldstraße blieben bis heute mehrere kleinbäuerliche Hofstellen mit einer Bebauung aus der zweiten Hälfte des 19. Jahrhunderts erhalten. Im direkten Anschluss hieran erstreckt sich entlang der westlichen Seite der Waldstraße eine Reihe größerer Scheunen aus dem späten 19. und frühen 20. Jahrhundert. Zusammen zeigen diese landwirtschaftlichen Gebäude eine Erweiterungsphase des Dorfes nach der Mitte des 19. Jahrhunderts an. |                                                | 721676 DDB |
| Bild gesucht BW | Wohnhaus                          | Roda, Hauptstraße 7, Friedhofstraße 2 LageFlur: 4, Flurstück: 124/2, 132/1 | In der zweiten Hälfte des 19. Jahrhunderts als rückwärtiger Hofabschluss errichtetes, zweigeschossiges Fachwerkhaus auf nahezu geschosshohem Werksteinsockel. Über dem als Stall genutzten Sockelgeschoss erhebt sich ein stockwerkweise abgezimmertes Fachwerk mit steilen geschosshohen Streben. Die von je zwei Fensterachsen flankierte Mitte des Hauses wird durch den Eingang und geschosshohe Kreuzverstrebungen besonders betont. Das Wohnhaus, dessen bauzeitliche Fenster noch erhalten sind, wurde um 1900 firstparallel durch eine Scheune erweitert. | um 1900, Erweiterung 2. Hälfte 19. Jahrhundert | 79253 DDB  |
| Bild gesucht BW | Wohnhaus                          | Roda, Hauptstraße 15 LageFlur: 4, Flurstück: 178/4                         | Aus zwei unterschiedlich alten Teilen zusammengefasstes, zweigeschossiges, giebelständiges Wohnhaus einer bäuerlichen Hofstelle. Der vordere Wohnbereich des Gebäudes zeigt ein konstruktives Fachwerkgefüge mit geschosshohen Streben sowie einer stockwerkweisen Verzimmerung mit breiter Gebälkzone. Der hintere Teil des Gebäudes wurde um 1900 wohl als Wirtschaftsteil angefügt, zeigt ähnliche Fachwerkformen, jedoch mit doppelter Verriegelung anstelle der einfachen des Vorderhauses. Inschrift am Vorderhaus: „Konrad Albrecht und seine vier Kinder haben Gott vertraut und dies Haus erbaut. Die Aufstellung dieses Hauses geschah durch den Zimmermeister Jesberg aus Röddenau den 5ten May 1825“. | 1825, Erweiterung um 1900                      | 79254 DDB  |
| Bild gesucht BW | Wohnhaus                          | Roda, Hauptstraße 18 LageFlur: 4, Flurstück: 163/1                         | Im ausgehenden 18. Jahrhundert als Einhaus errichtetes zweigeschossiges, giebelständiges Fachwerkhaus auf einem flachen Werksteinsockel. Das stockwerkweise verzimmerte Gebäude zeigt stark unterschiedliches Fachwerk in den beiden Geschossen. Im Erdgeschoss überwiegen dünne Hölzer mit weiten Abständen sowie geraden Dreiviertelstreben, die auf einen Ersatz des ursprünglichen Fachwerks im späten 19. Jahrhundert hinweisen. Über der breiten Gebälkzone, deren Rähm und Schwelle mit Klötzchenfriesen verziert sind, erhebt sich mit leichtem Überstand ein Obergeschoss mit dichterem Fachwerkgefüge, das neben einer altertümlichen Ständeraussteifung mit Fußwinkelhölzern durch weit gespreizte Streben, zum Teil mit Kopfwinkelhölzern an Eck und Bundständern ausgesteift ist. Der Wirtschaftsteil wird inzwischen als Garage genutzt. | Ende 18. Jahrhundert                           | 79255 DDB  |
| Bild gesucht BW | Evangelische Kirche               | Roda, Kirchweg 5, Im Dorf LageFlur: 4, Flurstück: 170/4, 171/3             | Die erste Erwähnung Rodas stammt von 1343. Zwischen 1528 und 1885 gehörte das Dorf zum Dekanat Kesterburg und war eine Filialgemeinde von Münchhausen (Landkreis Marburg-Biedenkopf). Eine Kapelle lag damals an anderer Stelle als heute. Ein Kataster aus der Zeit um 1720 nennt keine Kapelle oder Kirche in Roda, 1784 im Lager-, Stück- und Steuerbuch sind aber Kirche und Kirchhof erwähnt. Die 1782 von Johann Melchior Derck in Münchhausen gegossene Glocke spricht für einen Kirchenbau an heutiger Stelle unmittelbar zuvor, von dem der Turm erhalten ist. Die Kirchengemeinde wurde 1885 mit der Pfarrei Rosenthal zusammengelegt. Vorbereitungen zum Neubau erfolgten seit 1893, 1897 wurde die alte Kirche bis auf den Turm abgebrochen und bis 1898 vermutlich nach Entwürfen von Kreisbauinspektor Hippenstiel aus Frankenberg neu erbaut. 1912 wurde eine neue Orgel eingebaut, die Orgelbauer Konrad Euler vermutlich vom Priesterseminar in Münster angekauft hatte. Moderner Sakristeianbau auf der Chorsüdseite. Die Kirche liegt etwa in Ost-West-Ausrichtung zwischen Hauptstraße und Kirchweg, unmittelbar östlich eines Hofes mit Gaststätte. Der Kirchhof liegt südlich der Kirche zur Hauptstraße hin. Langhaus und unteres Sockelgeschoss des Turmes sind aus in der Umgebung gebrochenem Buntsandstein errichtet, die übrigen Bereiche des Turms aus verschiefertem Fachwerk. Der Turm ist für eine deutlich kleinere Kirche konzipiert: Ein breites, zweigeschossiges Sockelgeschoss, der Mittelteil als quadratischer Turmschaft fortgeführt und von zwei gestuften Achteckgeschossen mit flacher Haube abgeschlossen. Ein Inschriftstein über dem Turmportal nennt „CMEWSTL / VOR R 1789“. Der Außenbau des Schiffes erhebt sich über einem leicht vorspringenden Sockel, aber ohne weitere Gliederungen; je drei Rundbogenfenster öffnen sich an den Längsseiten. Kurzer, eingezogener Chor, das Ostfenster mit einer maßwerkähnlichen Innenteilung. Der Innenraum des Schiffes wird von einem offenen Kehlbalkendachstuhl mit Firstpfetten abgeschlossen. Die vier Gebinde (davon sind zwei frei stehend) liegen auf Stielbalken mit Kopfstreben an den Seitenwänden auf. Im Chor eine schlichte Holztonne als Raumabschluss. Die Bronzeglocke von 1782 ist mit folgender Inschrift versehen: „SUB FRIEDERICO DEM 11.TEN WURDE DIESE GKOCKE DURCH IOHANN MELCHIOR DERCK GEGOSSEN ZU MÜNCHHAUSEN VOR DIE GEMEINTE RODA ANNO MDCCLXXXII“. Die Kanzel stammt aus der Melsunger Stadtkirche; ein einfacher Polygonkorb auf Stelzfuß, die Füllungen mit Kassetten und Bogenblenden geschmückt, wohl aus dem 18. Jahrhundert. Achteckiger, gedrungener Taufstein nach einem Entwurf von Hippenstiel, das Becken mit zwei kurzen Bogenblenden in jedem Feld zwischen kräftigen, umlaufenden Doppelwülsten. Der dreiachsige Orgelprospekt mit hohem Unterbau, das erhöhte Mittelfeld ist mit einem Giebel abgeschlossen, die Pfeifenfelder werden von neoromanischen Säulchen gerahmt. Außen neben der Kirche steht ein Gedenkstein mit fast unleserlicher Schrift, offenbar 1768 für einen Lehrer gesetzt. Ein weiterer, stark ausgewaschener Grabstein mit Krone und Engeln datiert in das 18. Jahrhundert. | um 1782                                        | 79256 DDB  |
| Bild gesucht BW | Wohnhaus                          | Roda, Kirchweg 8 LageFlur: 4, Flurstück: 66/2                              | Großvolumiges Wohnhaus einer großen Hofstelle gegenüber der Kirche. Das hohe, zweigeschossige Fachwerkhaus erhebt sich über einem Werksteinsockel und zeigt ein dichtes Fachwerkgefüge. Das Kellergeschoss des Hauses reicht über den Sockel hinaus bis zur unteren Riegelkette des Fachwerks und wird daher äußerlich mit dem Erdgeschoss optisch zusammengefasst. Das so entstandene hohe untere Geschoss zeigt Mannfiguren an den Eckständern und flache Dreiviertelstreben an den beiden mittleren Bundständern. Über diesem Stockwerk erhebt sich mit größerem Überstand das Obergeschoss mit seinem dichten, regelmäßigen Fachwerkgefüge mit weit gespreizten Mannfiguren an Eck- und Bundständern sowie Diagonalstreben in den Brüstungsfeldern der Fenster. Den oberen Abschluss bildet ein steiles Satteldach mit Krüppelwalmen. Am Rähm des Erdgeschosses findet sich folgende Inschrift: „Verlaß dich auf den Herrn von ganzem Herzen und verlaß dich nicht auf deinen Verstandt sondern gedence an Ihn in allen deinen Wegen so wird er dich recht führen. Sprüche Salomon am 3 Capti VI am 5 und 6. - Johan Conrad Fess und Anna Catharina eine ehl. Hausfrau haben Gott vertraut und dieß Hauß erbaut den 11ten Tag Sept. Anno 1748“. | 1748                                           | 79257 DDB  |
| Bild gesucht BW | Wohnhaus                          | Roda, Waldstraße 1 LageFlur: 4, Flurstück: 120/4                           | Weit aus dem Straßenraum zurückversetzt errichtetes, traufständiges, zweigeschossiges Fachwerkwohnhaus über einem fast geschosshohen Werksteinsockel. Das in der ersten Hälfte des 19. Jahrhunderts erbaute Wohnhaus zeigt ein einfaches konstruktives Fachwerkgefüge mit steilen geschosshohen Streben und einer breiten Gebälkzone mit gerundeten Füllhölzern unter dem leicht überkragenden Obergeschoss. | 1. Hälfte 19. Jahrhundert                      | 79258 DDB  |

### Rosenthal
| Bild | Bezeichnung                       | Lage | Beschreibung | Bauzeit                                                               | Objekt-Nr. |
| --- | --------------------------------- | --- | --- | --------------------------------------------------------------------- | ---------- |
| Am Dammrasen 12 · Am Dammrasen 12 | Wohnhaus                          | Rosenthal, Am Dammrasen 12 LageFlur: 30, Flurstück: 131                                                                    | Zweigeschossiges, traufständiges Fachwerkhaus aus dem späteren 19. Jahrhundert, das den Abzweig des Seigertshäuser Weges städtebaulich markiert. Das stockwerkweise verzimmerte Wohnhaus erhebt sich über einem fast geschosshohen Ziegelsockel und wird traufseitig über eine lange, einläufige Freitreppe erschlossen. Es zeigt ein einfaches konstruktives Fachwerkgefüge mit geringen Holzquerschnitten und geschosshohen Streben. | Ende 19. Jahrhundert                                                  | 79130 DDB  |
| Am Pfädchen 1 | Wohn-Wirtschaftsgebäude           | Rosenthal, Am Pfädchen 1 LageFlur: 29, Flurstück: 109                                                                      | Hoch aufragendes, zweigeschossiges Fachwerkwohn- und Wirtschaftsgebäude aus dem frühen bzw. der Mitte des 18. Jahrhunderts am städtebaulich wichtigen Zugang zum Rathausplatz. Das Gebäude besteht aus zwei unterschiedlichen, firstparallel angeordneten Bauteilen. Nach Süden erhebt sich über einem aus Werkstein lagenhaft vermauerten Sockelgeschoss ein zweigeschossiges, zur Straße traufständig angeordnetes Wohnhaus. Das stockwerkweise abgezimmerte Gebäude zeigt ein dichtes Fachwerkgefüge einfacherer Struktur mit gebogenen geschosshohen Streben im Erdgeschoss, dass in einer breiten Gebälkzone mit profilierter Obergeschossschwelle und mit Taubändern versehenen Füllhölzern endet. Mit leichtem Überstand erhebt sich darüber ein Obergeschoss mit dichtem Fachwerkgefüge aus stark dimensionierten Hölzern und weit gespreizten Mannfiguren an Eck- und Bundständern. Rückwärtig angebaut ist ein zweigeschossiger Wirtschaftsteil mit seitlicher, vom Rathausplatz zu befahrender Längsdeele. Im Unterschied zum Wohnhaus ist der Wirtschaftsteil als Ständerbau mit sehr hohem Erdgeschoss verzimmert worden, der mit langen, leicht gebogenen Streben ausgesteift ist. | Mitte 18. Jahrhundert                                                 | 79131 DDB  |
| Am Pfädchen 2 | Wohnhaus                          | Rosenthal, Am Pfädchen 2 LageFlur: 29, Flurstück: 101/1                                                                    | Zweigeschossiges, giebelständiges Fachwerkwohnhaus am südlichen Zugang zum Rathausplatz auf nahezu quadratischem Grundriss. Das Gebäude ruht auf einem hohen Bruchsteinsockel und zeigt ein sehr hohes Erdgeschoss mit Dreiviertelstreben und unregelmäßigem Gefüge. Über der durch gerundete Balkenköpfe und Füllhölzer betonten Gebälkzone erhebt sich mit leichtem Überstand das Obergeschoss des stockwerkweise verzimmerten Hauses aus dem späteren 18. Jahrhundert. Auch hier ist das unregelmäßige Fachwerkgefüge mit Dreiviertelstreben, die zusätzlich mit Kopfwinkelhölzern versehen wurden ausgesteift. | Ende 18. Jahrhundert                                                  | 79132 DDB  |
| Am Rathaus 1 · Detail Am Rathaus 1 | Wohnhaus                          | Rosenthal, Am Rathaus 1 LageFlur: 29, Flurstück: 110/1                                                                     | An städtebaulich hervorgehobener Stelle gegenüber dem Haupteingang des Rathauses errichtetes, traufständiges, breit gelagertes, fünfachsiges Einhaus, das den Platz optisch nach Süden abschließt. Das zweigeschossige, stockwerkweise verzimmerte Fachwerkhaus erhebt sich über einem flachen Werksteinsockel und zeigt sehr regelmäßiges, dichtes Fachwerkgefüge mit steilen geschosshohen Streben unter einem Satteldach. Holzquerschnitte und Verzimmerung weisen dem Wohn- und Wirtschaftsgebäude eine Bauzeit in der Mitte des 19. Jahrhunderts zu. | Mitte 19. Jahrhundert                                                 | 79133 DDB  |
| weitere Bilder | Rathaus                           | Rosenthal, Am Rathaus 2 LageFlur: 29, Flurstück: 128                                                                       | Wann das erste Rathaus an dieser Stelle errichtet wurde, ist nicht mehr bekannt, da die Stadt im 30-jährigen Krieg weitgehend zerstört wurde. Erst einige Jahre nach dem Ende des Krieges 1654 begann die Stadt mit dem Neubau des heutigen Rathauses. Der Baumeister Johannes Möller hat sich im Sturzbalken über der Tür verewigt. Unter dem Zimmermeister Leonhard Rückert fand 1770 ein großer Umbau des Hauses statt. 1870 dann wurden die Erker und der Verputz abgenommen und das Gebäude erhielt ein schlichteres Äußeres. In seinen heutigen Zustand, der teilweise historisierend ist, wurde das Rathaus 1922 unter der Leitung des Marburger Architekten Dauber versetzt, der auch die mehrgeschossige Auslucht an der Ostseite des Hauses anfügen ließ. Das an allen vier Seiten frei auf dem Rathausplatz stehende Gebäude ruht auf einem Bruchsteinsockel mit Eckquaderung und ist an der Südseite durch eine ehemals rundbogige Tür erschlossen. Über dem Sockel erhebt sich ein hohes, zwei Geschosse in Ständerbauweise zusammenfassendes Erdgeschoss mit dichtem Fachwerkgefüge, das durch lange, gebogene Dreiviertelstreben ausgesteift ist. Das Obergeschoss wurde über einer breiten Gebälkzone mit großem Überstand als Stockwerkbau aufgerichtet. Die beiden unterschiedlich tiefen, übereck gestellten Erker wurden, nachdem sie im 19. Jahrhundert entfernt wurden, 1922 erneuert und mit einem Zeltdach, bzw. mit einer geschweiften Welschen Haube versehen. Ein steiles Satteldach mit doppelt überkragenden Giebeln schließt das repräsentative Gebäude nach oben ab. An der Ostseite wurde 1922 nach Plänen des Architekten Dauber eine dreigeschossige, stockwerkweise verzimmerte Auslucht mit leichten Geschossüberkragungen und je einer Dreiergruppe hochrechteckiger Fenster angefügt. Die Inschriften am Gebäude lauten: „Johannes Möller Meister Anno 1654.“, „Rat nach Tat kommt zu spät“, „Erneuert im Jahr 1922“, am Anbau: „Arbeit ist des Bürgers Zierde Segen ist der Mühe Preis“. | um 1654                                                               | 79134 DDB  |
| Am Rathaus 7 | Scheune                           | Rosenthal, Am Rathaus 7 LageFlur: 29, Flurstück: 129/1                                                                     | Scheune eines ehemaligen landwirtschaftlichen Anwesens gegenüber dem Rathaus. Der an städtebaulich hervorgehobener Position im ausgehenden 19. Jahrhundert errichtete Scheunenbau schließt den Platz westlich des Rathauses optisch nach Norden ab. Das Erdgeschoss des rechten Teils der Scheune wurde aus großen Quadern nicht lagenhaft vermauerter Sandsteine errichtet, dessen Straßenfront regelmäßig durch zwei segmentbogige Fenster und eine ebensolche mittige Tür gegliedert ist. Das Obergeschoss und der linke Teil der Scheune mit der Toreinfahrt wurde in einfachem konstruktiven Fachwerk mit steilen geschosshohen Streben errichtet. | Ende 19. Jahrhundert                                                  | 79166 DDB  |
| Bild gesucht BW | Eichhof                           | Rosenthal, Eichhof, In den Weinwiesen LageFlur: 8, 9, Flurstück: 5/20, 5/8, 30/2                                           | Seit der frühen Neuzeit gibt es die Flurbezeichnung Eichmühle, die zuvor als Hof zur Eiche bezeichnet wurde. Seit etwa 1750 erscheint dann die Bezeichnung Eichhof. Mühle und Hof wurden 1451 an die Stadt Rosenthal verkauft, die sie 1626 an den Frankenberger Amtmann Krauß weiterverkaufte. Bis 1774 ist die Mühle auf dem Eichhof untergegangen. 1763 hatte der Leiter des Hospitals in Haina den Eichhof erworben. Seit dem 19. Jahrhundert ist er wieder in privatem Besitz. Das Anwesen besteht heute aus einem großvolumigen, zweigeschossigen Haupthaus, das den Hof zum ehemaligen Mühlteich abschließt. Das in Formen der Neuen Sachlichkeit in den 20er Jahren des 20. Jahrhunderts errichtete, verputzte Ziegelgebäude erhebt sich in Teilen auf einem älteren, hohen Werksteinsockel. Der außermittige, über eine Freitreppe mit Vordach erreichbare Eingang wird im flachen Walmdach noch einmal durch einen Dreiecksgiebel mit Dreiecksfenster betont. Im übrigen wird das schlichte Gebäude nur durch Ecklisenen und ein flaches Brüstungsgesims im Obergeschoss gegliedert. Zur Zufahrt hin ist der Hof von einer im ausgehenden 19. Jahrhundert erbauten lang gestreckten Fachwerkscheune abgeschlossen, die ein einfaches konstruktives Fachwerkgefüge unter einem flachen Satteldach mit weitem Vordach zum Hof zeigt. Dem Haupthaus gegenüber erhebt sich ein zum Hof traufständiger Stall aus dem frühen 20. Jahrhundert. Der in Ziegelbauweise mit Eckquaderung, Fensterlaibungen und einem Sockel aus Sandstein errichtete, großvolumige Baukörper wurde mit einem flachen Fachwerkobergeschoss zur Heulagerung und einem steilen Walmdach versehen. Eine den Hofraum vollständig abschließende Scheune wurde in jüngerer Zeit wegen Baufälligkeit abgerissen. Integraler Bestandteil des Eichhofes ist auch die aus großen Sandsteinquadern gemauerte Bogenbrücke. Die im frühen 19. Jahrhundert errichtete Brücke überspannt mit einem flachen Segmentbogen die Bentreff. Das Eisengeländer ist zwischen bauzeitlichen Sandsteinpfeilern mit rechteckigen Kartuschen und flach diamantierten Deckplatten eingespannt. | 15. Jahrhundert                                                       | 721592 DDB |
| weitere Bilder | Gefallenenehrenmal                | Rosenthal, Fischrasen LageFlur: 39, Flurstück: 26/1                                                                        | Im Jahre 1921 ließ die Gemeinde hinter dem Gemeindehaus ein Denkmal für ihre Gefallenen im Ersten Weltkrieg errichten. Nach Plänen des Marburger Architekten Dauber entstand auf einem vierfach gestuften, umlaufenden Sockel ein kubischer Gedenkstein mit vorspringendem Sockel und antikisierender Gebälkzone als oberem Abschluss. Die Vorderseite zeigt in einer auf einem Eichenlaubfeston angebrachten, mit Roll- und Blattwerk umrahmten ovalen Kartusche ein Wilhelmskreuz. Zwischen den Eichenlaubgirlanden wurde eine Inschrift entfernt. Im unteren Teil findet sich noch folgender Text: „1914 Den Gefallenen zum ehrenden Gedächtnis, den Lebenden zur Erinnerung“. Die Rückseite zieren folgende Inschriften: „Gebaut von Pfeifer aus Marburg“ Rückseite: „Ans Vaterland ans teure schließ Dich an. Das halte fest mit Deinem ganzen Herzen. Errichtet September 1921.“ Den oberen Abschluss des Denkmals bildet ein auf einem zweifach gestuften Sockel ruhender Löwe, der ein Schwert in den Pfoten hält und sich erinnernd umblickt. | 1921                                                                  | 79146 DDB  |
| Fischtor 8 · Nebengebäude, Fischtor 8 | Zweigeschossiges Fachwerkwohnhaus | Rosenthal, Fischtor 8 LageFlur: 29, Flurstück: 215/32                                                                      | Traufständig zur Straße, einen kleinen, gemeinsamen Hof mit Nr. 6 rückwärtig abschließendes, zweigeschossiges Fachwerkwohnhaus. Das auf dem ehemaligen Wall, seitlich des Fischtores erbaute Haus ist laut Inschrift an der Giebelseite 1741 erbaut worden: „Anno 1741 Z.M. Casbar Meister“. Das mittig erschlossene Wohnhaus erhebt sich über einem fast geschosshohen, in jüngerer Zeit weitgehend veränderten Sockel und wurde stockwerkweise verzimmert. Eine breite Gebälkzone trennt die bündig aufgerichteten Geschosse, die stark unterschiedliche Gefüge zeigen. Dominiert im Erdgeschoss eine einfache Konstruktion aus breiten Hölzern, so wurde das Obergeschoss mit einem Gefüge aus geringer dimensionierten Hölzern versehen, das durch breite Mannfiguren an Eck- und Bundständern ausgesteift ist. | 1741                                                                  | 79136 DDB  |
| Bild gesucht BW | Forsthaus                         | Rosenthal, Forsthaus 1 LageFlur: 45, Flurstück: 3/19                                                                       | An der Straße von Rosenthal nach Roda 1890 giebelständig errichtetes, zweigeschossiges Wohnhaus mit linksseitig angesetztem, traufständigen, eingeschossigen Anbau, der über dem Drempel von einem Satteldach abgeschlossen ist. Das giebelseitig dreiachsige und an der Trauffassade zweiachsige Wohnhaus erhebt sich mit seinem verputzten, massiven Erdgeschoss über einem rustizierten Sandsteinquadersockel. Das Obergeschoss mit seinem regelmäßigen Fachwerkgefüge, das an den Seiten mit geschosshohen Andreaskreuzen ausgesteift ist, ruht auf allseitig überkragenden Balkenköpfen. In historisierender Manier ist der Giebel des flachen Satteldaches verbrettert und sind die segmentbogig abgeschlossenen Fenster des Erdgeschosses mit Klappläden versehen. | Ende 19. Jahrhundert                                                  | 79535 DDB  |
| Bild gesucht BW | Historischer Stadtkern            | Rosenthal, Gesamtanlage 1 Lage                                                                                             | Das alte Zentrum der um 1340 gegründeten Stadt Rosenthal wird noch immer im Süden und Osten vom Rodebach und dem Fischbach begrenzt. Innerhalb dieses Winkels zweier Bachläufe, die zugleich als Graben vor den Stadtwällen dienten, erstreckte sich die Stadt mit ihrem längsrechteckigen Grundriss in West-Ost-Richtung. Der Erschließung dienten drei Tore, das Obertor, das Dammtor und das Fischtor. Fisch- und Dammtor verbanden die leicht nach Osten abknickende Nord-Süd-Achse der Stadt, die mit den heutigen Straße Fischtor und Marburger Straße weitgehend deckungsgleich war. Im südlichen Bereich erweiterte sich diese Hauptachse zum Gänsemarkt, der zugleich die Einmündung der nur mit leichtem Schwung geführten Straße vom Obertor bildet. In der so entstandenen Fläche nördlich und östlich der Hauptachsen entstanden zu unterschiedlichen Zeiten die drei Herrschaftsmittelpunkte der Stadt. Im äußersten Nordwesten ließen die Erzbischöfe von Mainz eine Burg für ihren Amtmann errichten, die im Laufe der Jahrhunderte nach dem Übergang der Stadt an Hessen zunächst aufgegeben wurde und dann sukzessive verfiel. Heute weist nur noch das erst in hessischer Zeit um 1699 errichtete Amtshaus auf die Burg hin, deren Mauern vollständig eingeebnet worden sind. In einem Straßengeviert südlich der Burg entstand wohl bald nach der Stadtgründung im späteren 14. Jahrhundert die Kirche direkt nördlich der Straße zum Obertor. Die Kirche blieb trotz häufiger Beschädigungen und ihrer weitgehenden Zerstörung im Dreißigjährigen Krieg in ihrer Kubatur bis heute erhalten. Das jüngste der stadtbildenden Gebäude entstand erst später unter hessischer Verwaltung an der östlichen Zufahrt zur Burg etwa auf der Mitte zwischen Burg und Fischtor. Das erste Rathaus wurde nach den Zerstörungen des Dreißigjährigen Krieges 1657 durch den heutigen Bau an Stelle des Vorgängerbaus ersetzt. Es befand sich von Anfang an in der Mitte des Marktplatzes, der über die heutige Zehntstraße von Osten und das Pfädchen vom Gänsemarkt aus zu erreichen war. Von Obertor und Kirche führten nur schmale Pfade direkt auf den Marktplatz, so dass noch im 19. Jahrhundert eine deutliche Trennung zwischen dem westlichen herrschaftlichen Teil der Stadt mit Burg und Kirche und dem östlichen, bürgerlichen Teil der Stadt sichtbar war. An diese zentralen Bereiche der Stadt schlossen sich im Süden, Norden und Osten durch umlaufende Straßen erschlossene Viertel an, deren äußere Bebauung an die Wälle grenzte. Durch die schweren Zerstörungen des Dreißigjährigen Krieges blieb außer der Kirche nur der Stadtgrundriss erhalten. Nahezu alle Gebäude, einschließlich der Burg wurden zerstört und erst allmählich durch neue Fachwerkhäuser ersetzt. Luftbilder aus dem frühen 20. Jahrhundert zeigen deutlich, dass die wirtschaftliche Erholung erst seit dem ausgehenden 18. und insbesondere im 19. Jahrhundert zu reger Bautätigkeit führte. So wurde etwa 1845 am Dammrasen (Nr. 24) ein neues Armenhaus erbaut, das aus den Resten der 1703 errichteten Fachwerkkapelle des alten, zu dieser Zeit aufgegebenen Friedhofs bestand. Noch 1938 zeigte sich Rosenthal als reine Fachwerkstadt mit unterschiedlich großen Hofreiten an den Rändern und Wohnhäusern im Stadtkern. Alle Gebäude weisen durch ihre Bauformen in die Zeit um und nach 1800 und formten zu dieser Zeit das Bild, das die Stadt bis zu den weitreichenden Eingriffen nach dem Ende des Zweiten Weltkrieges prägte. Zeitgleich mit diesen Neubauten wuchs die Stadt auch über ihre alten Wälle hinaus. Schon im 18. Jahrhundert wurden diese weitgehend aufgegeben und seit dem Ende des Jahrhunderts verschwanden auch die drei Stadttore. Es entstanden neue Hofreiten, die im Süden und Osten bis zu den beiden Bächen reichten und an Fischtor und Marburger Straße auch darüber hinausgingen. Der Bereich des größten Flächenwachstums liegt jedoch im Westen der Stadt, wo die alte Abgrenzung zum Umland durch Wälle und Obertor vollständig überbaut wurde und ganz neue Baublöcke entstanden, die bis an die Verzweigung der Straßen nach Roda und Frankenberg heranreichten. Diese Erweiterung bildet zusammen mit dem Stadtkern die heutige Gesamtanlage. Nach dem Ende des Zweiten Weltkrieges, insbesondere seit den 60er Jahren des 20. Jahrhunderts veränderten sich Teile der Altstadt sehr stark. So wurde die historische Bebauung südlich der Hintergasse weitgehend durch neue Gewerbebauten ersetzt. Ebenfalls weitgehend erneuert wurden die Bereiche nördlich des Fischtores und zwischen den drei Armen der Straße Im Sack östlich der Marburger Straße. Insgesamt jedoch ist die historische Struktur der Stadt sowohl am Straßengrundriss als auch an der noch zahlreich vorhandenen historischen Bebauung ablesbar. |                                                                       | 721552 DDB |
| Bild gesucht BW | Dreihausen                        | Rosenthal, Gesamtanlage 2; Dreihäuser Straße 1, 2, 3, 5 LageFlur: 39, Flurstück: 18/1, 18/2, 19/1, 20, 21, 22/4, 5/2, 23/7 | Die Gesamtanlage erstreckt sich entlang der Dreihäuser Straße nördlich der Altstadt. Sie ist durch eine gereihte, aber aufgelockerte Bebauung traufständiger Fachwerkhäuser gegliedert. Hinter einem Wohnhaus erhebt sich mit einigem Abstand ein Einhaus, hinter dem sich wiederum ein Wohnhaus befindet, dem gegenüber die alte Feuerwache steht. Alle Gebäude wurden im ausgehenden 19. Jahrhundert in historisierenden Fachwerkformen erbaut. |                                                                       | 721553 DDB |
| Bild gesucht BW | Friedhof                          | Rosenthal, Hinter dem Totenhof LageFlur: 11, Flurstück: 2/1                                                                | Im Jahre 1838 legte die Stadt Rosenthal an der Kirchhainer Straße, etwas außerhalb der Stadt einen neuen Friedhof an, der bis heute genutzt wird. Der in seiner Struktur inzwischen stark veränderte Friedhof zeigt noch drei Grabdenkmäler aus der frühen Zeit. Im hinteren Teil befindet sich das Monument des 1850 verstorbenen Leinwandhändlers Jacob Schneider, das aus einer kubischen Basis mit Inschriftenkartuschen besteht. Darüber erhebt sich eine auf breiten Profilen ruhende Kämpferplatte, die einem gestuften Obelisken als Basis dient, der an jeder Seite einen Cherub zeigt und von einer Vase bekrönt ist. Die Inschriften lauten: „Dieses Denkmal weieht den auf diesem neuen Friedhof ruhenden Jacob Schneider, Bürger u. Leinwand=Händler zu Rosenthal. Geboren Rosenthal 18. Juni 1775, gestorben daselbst 18. Septem. 1850. Text Matth. 25 V. 14 29. – Die Ruhestätte ist eingerichtet durch zeitgen. Bürgermeister Heinrich Rückert. – Sp. Salomo 10 V. 7. Das Gedächtnis der Gerechten bleibt im Segen Psalm 90 V. 12. – Lehre uns Bedenken dass wir sterben müssen auf dass wir klug werden.“In der Mitte des Friedhofs steht das Grabmonument des 1883 verstorbenen Maurers Heinrich Mohr, der den Stein jedoch schon im Jahre 1863 aufstellen ließ. Das Monument zeigt eine in einem Kugelsegment endende Säulentrommel, die durch unterschiedliche Zahnradgesimse in drei Teile gegliedert wird. Der obere Teil verfügt über zwei Achtsterne und zwei Blumenranken, der untere Teil birgt folgende Inschriften: „Gestorben den 23. April 1883. Der Maurer Heinr. Mohr geboren am 11. Juli 1809 verheiratet mit Gertrude Rückert hat sich im Gedanken an Tod und Gerict diesen Grabstein selbst zubereitet und gesetzt am 10. Märtz 1863. – Wir wissen aber so unser irdisches Haus dieser Hütter zerbrochen wird, das wir einen Bau haben von Gott erbaut, ein Haus nicht mit Handen gemacht das ewig ist im Himmel.“Das dritte historisch wertvolle Monument befindet sich vor der Trauerhalle und zeigt zwei Pfeiler mit gotisierenden Inschriftenkartuschen, die über gebrochenen Kämpferplatten einen maurisch anmutenden, mehr als halbrunden Bogen mit der Inschrift „Ihren liebenden Eltern“ tragen. Der Grabstein wurde 1863 von Conrad Schleiter für seine Eltern Johann und Catharina Schleiter aufgestellt. | um 1838                                                               | 79147 DDB  |
| Bild gesucht BW | Scheune                           | Rosenthal, Hintergasse LageFlur: 30, Flurstück: 99                                                                         | Von dem ehemals wohl geschlossenen Besatz unterschiedlich großer Scheunen blieb an der Hintergasse noch eine traufständige, zweigeschossige Fachwerkscheune aus dem Jahre 1737 erhalten. Das fast quadratische Gebäude erhebt sich über einem flachen Sockel aus sorgfältig behauenen, lagenhaft vermauerten Werksteinen, wurde stockwerkweise verzimmert und mit Dreiviertelstreben und Kopfwinkelhölzern ausgesteift. Über dem hohen Erdgeschoss erhebt sich über einer breiten Gebälkzone mit gerundeten Füllhölzern und profilierter Schwelle ein Obergeschoss mit regelmäßigem, einfachen Fachwerkgefüge, das von einem steilen Satteldach bedeckt wird. Am Erdgeschossrähm findet sich folgende Inschrift: „Johann Jost Ballzer und Ana Cattarina Maria seine ehelihe Hausfrau haben Gott vertraut und diesen Bau gebaut im Jahre Christi 1737 den 10 Junius“. | 1737                                                                  | 79137 DDB  |
| Ehemalige Synagoge | Ehemalige Synagoge                | Rosenthal, Im Sack 1 LageFlur: 29, Flurstück: 41/1                                                                         | In einer Bevölkerungsliste des Jahres 1834 werden 51 Juden in Rosenthal genannt, 1890 waren es 68. Seit der Mitte des Jahrhunderts verfügten sie über eine eigene Synagoge. Das 1855 erworbene und zur Synagoge umgenutzte Fachwerkhaus, das im 20. Jahrhundert eine Schreinerei beherbergte, zeigt sich im Erdgeschoss massiv erneuert. Das Fachwerkobergeschoss ist noch weitgehend erhalten und mit Faserzementplatten verkleidet. | Mitte 19. Jahrhundert                                                 | 79138 DDB  |
| Im Sack 6 | Scheunen                          | Rosenthal, Im Sack 6, Im Sack LageFlur: 29, Flurstück: 57, 59/1                                                            | Das auf einer schmalen Parzelle errichtete Fachwerkanwesen setzt sich aus einer Reihe unterschiedlich alter, firstparallel angeordneter Scheunen zusammen, die zum Fischtor hin von einem Wohnbau abgeschlossen wird. Zunächst wurde im frühen 18. Jahrhundert eine großvolumige Fachwerkscheune in Ständerbauweise errichtet, deren Fachwerk vielfach verändert wurde. Insbesondere der mittlere Teil der Scheune zeigt noch ungewöhnlich große Holzquerschnitte, die ein dichtes Gefüge bilden. Zum Fischtor hin wurde an diesen Bau im frühen 19. Jahrhundert ein kleines, zweigeschossiges Wohnhaus aus konstruktivem Fachwerk in Ständerbauweise angefügt. Es ruht auf einem niedrigen Werksteinsockel und ist seitlich über eine kurze Freitreppe erschlossen. Rückwärtig an die ältere Scheune, den Abschluss des Ensembles bildend, wurde im späteren 19. Jahrhundert eine firstparallele Scheune angebaut, deren regelmäßiges, durch steile geschosshohe Streben ausgesteiftes Fachwerk auf einem flachen Werksteinsockel ruht. Im Gegensatz zu der noch weitgehend mit Lehmstakung ausgefachten, älteren Scheune sind hier die Gefache schon bauzeitlich mit Ziegeln versehen. | Beginn 18. Jahrhundert, Erweiterung Beginn 19. Jahrhundert            | 79139 DDB  |
| Straßenansicht, Im Sack 8 · Hofseite, Im Sack 8 | Wohnhaus und Scheune              | Rosenthal, Im Sack 8, Im Sack LageFlur: 29, Flurstück: 60/1, 60/2                                                          | Zur Straße giebelständig errichtetes, hoch aufragendes Wohnhaus eines Hakenhofes. Das stockwerkweise verzimmerte, dreigeschossige Wohnhaus aus der Mitte des 18. Jahrhunderts erhebt sich über einem regelmäßig vermauerten Werksteinsockel und zeigt ein nach außen hohes Erdgeschoss, das jedoch im Inneren bis zur Höhe der ersten Verriegelung noch einen oberirdischen Keller bildet. Alle Geschosse verfügen über ein gleichartiges, regelmäßiges Fachwerk mit Mannfiguren an Eck- und Bundständern. Einzige Zier des großvolumigen Hauses sind die breiten Gebälke mit ihren genuteten Balkenköpfen, den gerundeten Füllhölzern und den profilierten Schwellen. Zum Umfang des Denkmals gehören auch der im ausgehenden 19. Jahrhundert angefügte Fachwerkanbau und die den Hofraum abschließende Fachwerkscheune ohne Nummer. | Mitte 18. Jahrhundert                                                 | 79140 DDB  |
| Bild gesucht BW | Wohnhaus, ehem. Scheunen          | Rosenthal, Im Sack 17 LageFlur: 29, Flurstück: 63/2                                                                        | Schmales, aus zwei verschieden großen und unterschiedlich alten Scheunen zusammengesetztes Wirtschaftsgebäude. Der nördliche, ältere Teil wurde um die Mitte des 18. Jahrhunderts als dreigeschossiger Stockwerkbau errichtet. Breite Gebälke mit genuteten Balkenköpfen und gerundeten Füllhölzern gliedern die mit relativ großem Überstand verzimmerten Stockwerke, deren Gefüge jeweils einfach verriegelt und durch Mannfiguren an den Eckständern ausgesteift ist. Der 1829 errichtete hintere Bauteil zeigt die gleichen Grundformen wie der ältere Teil, nur schlichter und mit geringeren Holzquerschnitten ausgeführt. Am neuere Bauteil findet sich folgende Inschrift: „Erbaut im Jahr 1829 1 May durch Adam Mengel und dessen Ehefrau Helena Schmitten der Zimmermeister war Johannes und Ludwig Rückert.“ | Mitte 18. Jahrhundert                                                 | 79141 DDB  |
| Scheune, Im Wall | Scheune                           | Rosenthal, Im Wall LageFlur: 30, Flurstück: 59/2                                                                           | Im ausgehenden 19. Jahrhundert traufständig über einem flachen Werksteinsockel errichtete Fachwerkscheune. Das in Stockwerkbauweise verzimmerte, zweigeschossige Gebäude zeigt ein konstruktives, bündig abgezimmertes Gefüge mit langen, geschosshohen Streben. Das zur Straße mit einem breiten Vordach versehene Gebäude wird von einem Satteldach mit weit überkragenden Ortgängen abgeschlossen. | Ende 19. Jahrhundert                                                  | 79144 DDB  |
| Fachwerkhaus, Im Wall 1 | Wohnhaus                          | Rosenthal, Im Wall 1 LageFlur: 29, Flurstück: 136                                                                          | Im Bereich der früheren nördlichen Stadtbefestigung, im mittleren Teil der in mehreren Knicken geführten Straße Im Wall traufständig zur Straße errichtetes Fachwerkhaus. Das im früheren 19. Jahrhundert in Stockwerkbauweise aufgerichtete Wohn- und Wirtschaftsgebäude verfügt über ein Sockelgeschoss aus nicht lagenhaft vermauerten Werksteinen unter dem Wohnteil und verbrettertem Fachwerk des Wirtschaftsteils. Der gesamte Sockelbereich wurde ehemals als Wirtschaftsteil genutzt, über dem sich die Wohngeschosse erheben. Das Fachwerk zeigt eine regelmäßige Struktur mit Dreiviertelstreben und einer breiten, geschossteilenden Gebälkzone mit profilierter Schwelle, gerundeten Balkenköpfen und Füllhölzern. Im ausgehenden 19. Jahrhundert wurde das Einhaus firstparallel um einen weiteren zweigeschossigen Stallanbau aus Fachwerk erweitert. | Beginn 19. Jahrhundert                                                | 79142 DDB  |
| Ansicht linke Straßenseite, Evangelisches Gemeindehaus · Straßenansicht Evangelisches Gemeindehaus · Ansicht rechte Straßenseite, Evangelisches Gemeindehaus | Wohnhaus                          | Rosenthal, Kirchhainer Straße 1 LageFlur: 39, Flurstück: 27                                                                | Noch vor Ausbruch des Ersten Weltkrieges fertig gestelltes, eingeschossiges Fachwerkhaus an städtebaulich hervorgehobener Position direkt außerhalb des ehemaligen Fischtores. Der Baukörper dieses sehr frühen Vertreters des Bautyps Gemeindehaus erhebt sich über einem flachen, regelmäßigen Werksteinsockel und zeigt in seinem Hauptgeschoss, in dem sich der Gemeindesaal befindet, ein einfaches, regelmäßiges Fachwerkgefüge mit Dreiviertelstreben. Besonders hervorgehoben ist die der Stadt zugewandte Eingangssituation, die sich in einem der Giebelseite vorgelagerten risalitartigen Vorbau befindet. Die loggiaartig ausgebildete Freitreppe ist in einem offenen Gebinde untergebracht, dessen äußerer Ständer ein Blütenkapitell zeigt und dessen aussteifende Kopfwinkelhölzer mit Ranken beschnitzt sind. Besonders betont wird dieser Bauteil außerdem durch ein großes, vierteiliges Rundbogenfenster mit mittig geschwungenem Kämpfer und girlandenartiger Sprossung im Oberlicht. Das gesamte Gebäude ist mit einem zweigeschossigen, sehr steilen Satteldach versehen, das straßenseitig ein verschiefertes, mit Mansarddach bedecktes Zwerchhaus zeigt. An der Tür befindet sich folgende Inschrift: „Gemeindehaus Erbaut 1914. Gott segne dieses Haus und Alle die gehn ein und aus.“ | um 1914                                                               | 79145 DDB  |
| Bild gesucht BW | Wohnhaus und Scheune              | Rosenthal, Marburger Straße 2 LageFlur: 30, Flurstück: 94/2                                                                | Im frühen 18. Jahrhundert neben dem inzwischen verschwundenen Dammtor giebelständig zur Marburger Straße errichtetes Wohnhaus mit jüngerer, rückwärtig anschließender Scheune. Das stockwerkweise verzimmerte, zweigeschossige Fachwerkhaus erhebt sich über einem hohen Werksteinsockel und zeigt ein dichtes Gefüge unterschiedlich dimensionierter Hölzer. Im Erdgeschoss steifen Mannfiguren an den Eck- und Bundständern die Konstruktion aus, im Obergeschoss übernehmen sehr schräg gestellte, fast geschosshohe Streben diese Funktion. Die leicht überkragenden Geschosse werden durch breite Gebälkzonen mit gerundeten und gefasten Balkenköpfen sowie profilierten Füllhölzern und Schwellen optisch und baulich getrennt. Das die Einmündung der Hintergasse optisch markierende Gebäude wurde um die Mitte des 19. Jahrhunderts durch den Anbau einer zweigeschossigen Fachwerkscheune verlängert und bildet heute einen bedeutenden Teil der südlichen Randbebauung der Hintergasse. | Beginn 18. Jahrhundert                                                | 79148 DDB  |
| Marburger Straße 3 | Wohnhaus                          | Rosenthal, Marburger Straße 3 LageFlur: 29, Flurstück: 70/1                                                                | Das großvolumige Wohnhaus einer großen Hofstelle entstand im späteren 19. Jahrhundert als Ersatz einer älteren Hofbebauung. Das dreigeschossige Fachwerkhaus ruht auf einem flachen Werksteinsockel und zeigt in allen drei stockwerkweise und bündig verzimmerten Geschossen ein regelmäßiges Fachwerkgefüge mit gering dimensionierten Hölzern und steilen geschosshohen Streben. Der zur Straße fünfachsige, sehr regelmäßig aufgeteilte Baukörper wird von einem flachen Walmdach über einem breiten, profilierten Traufgesims nach oben abgeschlossen und offenbart eine spätklassizistische Formensprache. Die zeitgleich errichtete, direkt an das Wohnhaus anschließende Scheune vervollständigt die formal zwischen klassischer Bautradition und historisierendem Formempfinden des ausgehenden 19. Jahrhunderts angesiedelte Hofanlage. | Ende 19. Jahrhundert                                                  | 79149 DDB  |
| Marburger Straße 5 | Wohnhaus                          | Rosenthal, Marburger Straße 5 LageFlur: 29, Flurstück: 72/5                                                                | Im frühen 20. Jahrhundert in historisierenden Formen traufständig zur Straße errichtetes zweigeschossiges Fachwerkwohnhaus einer Hofanlage. Auf einem flachen Werksteinsockel ruht ein zur Straße dreiachsiges, massives Erdgeschoss, über dem sich mit leichtem Überstand ein Fachwerkgeschoss mit historisierendem Gefüge erhebt. Mannfiguren steifen die Konstruktion aus, große Kopfwinkelhölzer gliedern die Fensterbrüstungen und ein breiter Vorbau, der im Erdgeschoss als Windfang, im Obergeschoss als Loggia dient, schaffen die reiche Fassadengliederung, des von einem steilen Satteldach über einem flachen Drempelgeschoss abgeschlossenen Wohnhauses. | Beginn 20. Jahrhundert                                                | 79150 DDB  |
| Bild gesucht BW | Neumühle                          | Rosenthal, Neue Mühle LageFlur: 9, Flurstück: 19, 22/1, 23/1                                                               | Die südöstlich von Rosenthal an der Bentreff gelegene Neumühle besteht aus einem heute weitgehend umgebauten, massiven Wohnhaus, einem großvolumigen Mühlengebäude und einer lang gestreckten Bruchsteinscheune. Auffälligstes Bauteil ist das große Mühlengebäude, ein zweigeschossiges, mehrfach erweitertes Fachwerkgebäude auf hohem Werksteinsockel. Das stockwerkweise mit leichtem Überstand verzimmerte Fachwerk aus der Zeit um 1800 zeigt ein regelmäßiges, im Erdgeschoss einfach verriegeltes Fachwerk mit weit gespreizten Mannfiguren zur Aussteifung. Ober- und Dachgeschoss wurden um 1900 erneuert und zeigen ein doppelt verriegeltes Gefüge mit Dreiviertelstreben. Prägendes Element des Gebäudes ist das mehrgeschossige Mansarddach, dessen mächtiger Fachwerkgiebel optisch weit in das Tal der Bentreff wirkt. | um 1800                                                               | 79860 DDB  |
| Obertor 2 | Wohnhaus                          | Rosenthal, Obertor 2 LageFlur: 29, Flurstück: 100/2                                                                        | Um 1700 errichtetes, dreigeschossiges Fachwerkhaus mit früherer, über die Giebelseite erschlossener Deele. Das hoch aufragende, großvolumige Gebäude dominiert die nördliche Seite des früheren Gänsemarktes und ragt nördlich der Einmündung des Obertores in den Straßenraum der von Süden kommenden Marburger Straße hinein, so dass hier der Beginn des Fischtores optisch verengt wird. Das stockwerkweise verzimmerte Fachwerkhaus erhebt sich über einem flachen Bruchsteinsockel und zeigt drei überkragende Geschosse, die nach oben niedriger werden. Das sehr hohe, von Mannfiguren an Eck- und Bundständern ausgesteifte Erdgeschoss wird giebelseitig über eine breite Freitreppe erschlossen und birgt im Bereich der östlichen unteren Gefache den über den Sockel hinausragenden Keller; der westliche Teil diente ehemals als Deele. Auch die Obergeschosse zeigen ein mit Mannfiguren versehenes, regelmäßiges, dichtes Fachwerkgefüge, das am Giebel des zweiten Obergeschosses und des steilen Giebelfeldes verschiefert ist. Auffälligstes Merkmal des Hauses sind die mit Blüten und Ranken beschnitzten Füllhölzer in den Gebälkzonen zwischen den Stockwerken. | um 1700                                                               | 79151 DDB  |
| Frontansicht Obertor 5 | Wohnhaus                          | Rosenthal, Obertor 5 LageFlur: 30, Flurstück: 79/1                                                                         | Hoch aufragendes, giebelständiges, dreigeschossiges, vierachsiges Fachwerkwohnhaus. Das nach der Mitte des 19. Jahrhunderts errichtete, großvolumige Gebäude ruht auf einem flachen Werksteinsockel und zeigt in allen stockwerkweise verzimmerten Geschossen ein regelmäßiges konstruktives Fachwerkgefüge mit steilen geschosshohen Streben. Den oberen Abschluss des bündig abgezimmerten Fachwerks bildet ein Giebel mit Krüppelwalm und breitem klassizistischen Ortgangprofil. | Mitte 19. Jahrhundert                                                 | 79152 DDB  |
| Obertor 7 | Wohnhaus                          | Rosenthal, Obertor 7 LageFlur: 30, Flurstück: 80/1                                                                         | Zweigeschossiges, giebelständiges Fachwerkwohnhaus aus dem frühen 17. Jahrhundert. Das auf einem Werksteinsockel ruhende Gebäude wurde in Ständerbauweise errichtet und mittels gebogener Streben in den beiden Geschossen ausgesteift. Vor diese altertümliche Konstruktion wurde ein stockwerkweise verzimmertes Gebinde als Hauptfassade zur Straße hin aufgerichtet. Das den Frankenberger Fachwerkhäusern aus der Wiederaufbauzeit nach dem großen Brand im frühen 16. Jahrhundert vergleichbare Haus zeigt zur Straße ein dichtes, aufwendig verzimmertes Gefüge mit Mannfiguren an den Eckständern, deren gebogene Streben insbesondere im Obergeschoss weit ausgreifen. Die Gebäudemitte wird zudem durch drei Feuerböcke im Obergeschoss sowie beschnitzte Kopfwinkelhölzer an den Mittelständern aller Geschosse betont. Die breiten Gebälkzonen, zwischen den zur Straße leicht überkragenden Stockwerken sind durch profilierte Schwellen, stark profilierte Balkenköpfe und Füllbretter mit Taustäben besonders hervorgehoben. Die Eckständer sind darüber hinaus mit Schuppenbändern und Volutenbasen sowie kapitellartigen Masken beschnitzt. Die Kopfwinkelhölzer sind außerdem mit geschnitzten Rosetten verziert. | Beginn 17. Jahrhundert                                                | 79153 DDB  |
| Obertor 9 | Wohnhaus                          | Rosenthal, Obertor 9 LageFlur: 30, Flurstück: 81/1                                                                         | In der zweiten Hälfte des 19. Jahrhunderts errichtetes, großvolumiges, dreigeschossiges Fachwerkhaus mit verputzter Straßenfassade. Das vierachsige, auf der rechten Seite erschlossene Wohnhaus zeigt sich heute in einer schlichten Putzoptik, verfügt jedoch noch über die ursprünglichen Fenster und ein breites, klassizistisches Traufgesims unter einem flachen Walmdach. An den Seiten zeigt das Gebäude ein stockwerkweise verzimmertes konstruktives Fachwerk. | 2. Hälfte 19. Jahrhundert                                             | 79154 DDB  |
| weitere Bilder | Evangelische Kirche               | Rosenthal, Obertor 12 LageFlur: 30, Flurstück: 68, 70/6                                                                    | Die Pfarrei Rosenthal gehörte auch nach der Gründung der Stadt vermutlich 1327 durch Erzbischof Matthias von Mainz zur Kirche in Bentreff. Erst im Jahre 1427 wurde Rosenthal zu einer selbstständigen Pfarrei. Der Chor aus dem 14. Jahrhundert blieb beim großen Stadtbrand 1495, der auch die Kirche zerstörte, im Kern erhalten. Die Inschrift am Turm von 1518 dürfte den Endpunkt der Wiederaufbauarbeiten markieren. 1527 lutherisch, zwischen 1604 und nach 1650 reformiert, wobei eine kleine reformierte Gemeinde im Ort erhalten blieb, die sich 1820 mit der lutherischen vereinigte. Die Kirche 1641 bis auf den Turm zerstört; die Umfassungsmauern blieben bestehen, aber die Gewölbe stürzten ein und wurden nicht ersetzt. 1646/47 Wiederaufbau, der 1655 mit dem Turmhelm den Abschluss fand. Pläne zu einem Neubau der Kirche 1829 wurden nicht ausgeführt. Bereits aus Gründen des Denkmalschutzes erfolgte 1888 ein Um- und Erweiterungsbau nach Plänen des Architekten Hermann Raabe in Kassel durch Bauunternehmer Johannes Bieker aus Cölbe und unter Aufsicht des Kreisbauinspektors Rosskothen in Frankenberg. Die Kirche wurde dabei nach Norden um ein Seitenschiff verbreitert, eine Sakristei gebaut, das Fachwerkobergeschoss des Turmes entfernt und der Turmhelm erneuert. Die im Kern wohl unmittelbar aus der Zeit nach 1647 stammende und später erweiterte Orgel im Chorpolygon, die geschnitzte Kanzel mit Baldachin sowie die bis in den Chor hinein reichenden Doppelemporen mit teils aufwendig bemalten Brüstungsfüllungen wurden abgebrochen. Die Orgel der Gebrüder Euler aus Gottsbüren entstand 1888 wohl unter Verwendung älterer Register, sie ist durch einen Neubau ersetzt. Die Kirche liegt erhöht an der Nordseite der Straße „Obertor“ unweit des Marktplatzes mit der Schauseite nach Süden und Südosten. Ursprünglich in drei Jochen gewölbtes Langhaus mit etwas eingezogenem, gestelztem Chor und Westturm. Die Südwand des Außenbaus ist mit verhältnismäßig kurzen, an den Stirnseiten mit Maßwerkblenden verdachten Strebepfeilern gegliedert, die an den Ecken im 45° Winkel stehen. Im Mitteljoch liegt ein Spitzbogenportal mit reichem Gewände aus einander überschneidenden Stäben und mit beiderseits vertikal gefurchten Steinquadern (vgl. Gemünden). Der Quader eines Strebepfeilers mit eingemeißelter Sonnenuhr. Die Langhausnordwand war ursprünglich ungegliedert, ohne Strebepfeiler und Fensteröffnungen, sie wurde 1888 entsprechend zur Südwand gestaltet und um eine Reihe kleiner Fenster zur Belichtung des Raumes unter den Emporen ergänzt. Der Außenbau des Chores verzichtet auf Strebepfeiler und ist mit einem Profilgesims abgeschlossen. Zweigeschossiger Sakristeianbau von 1888 mit Tür, aber ohne Fenster in der Nordwand. Die Fenster in Langhaus und Chor sind zweibahnig, die Couronnements im Chor aus gespitzten, stehenden Vierpässen gebildet, in der Langhaussüdwand in Formen der ausklingenden Gotik (im Westfenster ergänzt). Der Turm ist über drei Horizontalgesimse in zwei mit Eckstrebepfeilern versehene und zwei weitere Geschosse darüber gegliedert, das oberste mit je einem schmalen Spitzbogenfenster an jeder Seite. Einfache Portale führen von Norden und von Süden in den Turm, an der Nordseite 1888 um Vorbau und Treppenturm ergänzt. Über dem Südportal ein Sandstein mit in einem Rosenzweigkranz eingeschriebenem Wappen und der Inschrift: „Anno d[o]m[in]i M CCCCC XVIII / [con]structa est hec eccl[es]ia.“ Der verschieferte Turmhelm ist mit vier vorkragenden Giebeln versehen, aus deren Mitte ein achtseitiger Spitzhelm empor wächst. Der Innenraum war ursprünglich mit drei queroblongen Jochen als Saalbau gewölbt, vielleicht auch eine zweischiffig-symmetrische Hallenkirche mit Mittelpfeilerreihe. Jetzt schließen Flachdecken Chor und Langhaus ab, im Hauptschiff mit Längsunterzug an einem Hängewerk im Dachstuhl. Die Langhausnordwand wurde 1888 mit drei hohen Spitzbögen auf schlanken Pfeilern ohne Kapitelle geöffnet, die Nordwand über der Sakristei mit zwei über eine Säule gekuppelten, hohen Spitzbögen (ursprünglich Orgelempore). Der gegen das Langhaus etwas erhöhte Chor ist in einem breiten Bogen an das Langhaus angeschlossen. Die Konsolen in den Polygonecken vielleicht für ein bis 1646 vorhandenes Holzgewölbe, eine weitere, einfache Konsole neben der Sakristeitür. Die offene Turmhalle ist mit skulptierten Kapitellen geschmückt: Lilien, Wappenschild, Flechtband und Kopf. In die Chornordwand eingebaute Sakramentsnische mit Profilrahmen und Gitter, deren oberer Teil vermutlich 1888 abgenommen wurde. In der Chorsüdwand befindet sich eine Lavabonische mit vorkragendem Becken, daneben eine Wandnische mit schmiedeeisernem Gitter. Aus der Zeit nach Fertigstellung der Kirche um 1520 stammen das spätgotische Triumphkreuz (jetzt Altarkreuz) mit Korpus vom Dreinageltyp und Kreuzbrettenden mit Evangelistensymbolen in Vierpässen, sowie der gedrungene achteckige Taufstein in Kelchform, dessen oberer Rand mit Maßwerkfries, vermutlich auch ein Schaftstück zwischen dem Fuß und dem mit vier Köpfen geschmückten Becken entfernt wurden. Wohl ursprünglich nicht zum Chor gehörig sind die vier spätgotischen Standfiguren auf Konsolen (die Plinthen der Figuren sind größer als die Konsolen): Jakobus, Johannes der Täufer, Petrus und Paulus. Im Chor finden sind noch zwei Grabplatten, in der Nordwand für „Steuermeister“ Burkhard Konrad von Fersa († 1568) mit prachtvollem Doppelwappen und in der Nordostwand für Christovel († 1643), Sohn des Schultheiß Wigand Waltschmit, mit Brustbild des Neunjährigen in betender Haltung und Wappen. Die unteren, schlichten Emporenbrüstungen der alten Ausstattung wurden 1888 anscheinend wiederverwendet und um weitere ergänzt. Breite Gedenktafel aus Holz für Pfarrer und Ratsherren, erste Hälfte 18. Jahrhundert. Die übrige Ausstattung stammt von 1888, darunter der polygonale Kanzelkorb aus Holz auf einem Sandsteinfuß in schlichten gotisierenden Formen, entstanden wohl unter Verwendung von Teilen der Barockkanzel. Die noch erhaltenen, teilweise stark beschädigten Grabsteine vom um 1600 angelegten alten Friedhof sind auf der Süd- und Ostseite des Kirchhofs aufgestellt, häufig beidseitig benutzt. Sie datieren zwischen 1620 und 1843. | 14. Jahrhundert, anschließend diverse Erweiterungen und Wiederaufbaue | 79155 DDB  |
| Obertor 14 | Wohnhaus                          | Rosenthal, Obertor 14 LageFlur: 30, Flurstück: 75/2                                                                        | In direkter Nachbarschaft des Kirchplatzes um 1700 errichtetes, traufständiges, zwei bis dreigeschossiges Fachwerkwohnhaus. Über einem flachen Werksteinsockel erhebt sich das nach außen sehr hohe Erdgeschoss, das im Inneren bis zur Höhe der zweiten Verriegelung ehemals den heute zu einem Laden umgebauten Keller beherbergte. Die unregelmäßige Konstruktion wird durch unterschiedlich lange Streben und Kopfwinkelhölzer ausgesteift. Über den in Ständerbauweise zusammengefassten heutigen unteren beiden Geschossen wurde mit Überkragung ein weiteres Stockwerk aufgesetzt. Dieses zeigt ein regelmäßigeres Fachwerk mit Mannfiguren an den Eckständern, einer breiten Gebälkzone sowie mit Rundstab auf Volutenbasis und Maskenkapitell beschnitzten Eckständer. Im Jahre 1870 wurde in ähnlichen Grundformen der rechte Gebäudeteil angefügt, der noch heute über eine bauzeitliche Doppeltür erschlossen wird. | um 1700                                                               | 79156 DDB  |
| Obertor 17 | Wohnhaus                          | Rosenthal, Obertor 17 LageFlur: 30, Flurstück: 90/1                                                                        | Nach der Mitte des 19. Jahrhunderts errichtetes, giebelständiges, zweigeschossiges Fachwerkwohnhaus. Auf einem flachen Werksteinsockel ruhend, zeigt das stockwerkweise abgezimmerte Gebäude ein regelmäßiges Fachwerkgefüge mit Dreiviertelstreben, die im Obergeschoss zusätzliche Fußbänder aufweisen. Breite Gebälkzonen gliedern die bündig verzimmerten Stockwerke. | Mitte 19. Jahrhundert                                                 | 79157 DDB  |
| Obertor 18 |                                   | Rosenthal, Obertor 18 LageFlur: 30, Flurstück: 49/7                                                                        | Einfriedungsmauer |                                                                       | 803608 DDB |
| Bild gesucht BW | Wohnhaus                          | Rosenthal, Obertor 19 LageFlur: 30, Flurstück: 92/2                                                                        | Nach 1800 erbautes, zweigeschossiges, giebelständiges Fachwerkwohnhaus eines Hakenhofes mit Scheunenanbau aus dem späten 19. Jahrhundert. Das Wohnhaus erhebt sich über einem nahezu geschosshohen Werksteinsockel und zeigt ein regelmäßiges, stockwerkweise verzimmertes Fachwerkgefüge mit Mannfiguren an Eck- und Bundständern. Die Stockwerke sind durch breite Gebälkzonen gegliedert und bündig abgezimmert. Durch die im späten 19. Jahrhundert erbaute Fachwerkscheune wurde aus dem ursprünglich wohl als Einhaus errichteten Gebäude ein Hakenhof. | 19. Jahrhundert                                                       | 79158 DDB  |
| Bild gesucht BW | Erdmauer                          | Rosenthal, Obertor 28 LageFlur: 30, Flurstück: 32/9                                                                        | Vor dem Hofraum des Hauses Nr. 22 befindet sich der untere Teil einer aus großen Sandsteinquadern lagenhaft vermauerten Hofmauer mit einer Inschriftenkartusche: „Gott allein die Ehre Ludwig Klingelhofer und dessen Ehefrau Maria geb. Rükert die haben Gott vertraut und diesen Bau erbaut im Jahr 1882 den 20ten Juni der M. M. war August Theis a. Grüsen“ | 1882                                                                  | 79159 DDB  |
| Hofreite | Hofanlage                         | Rosenthal, Obertor 31 LageFlur: 30, Flurstück: 128/3                                                                       | Die große, im frühen 20. Jahrhundert in historisierenden Formen errichtete Hofreite besteht aus einem traufständig zur Straße orientierten Wohnhaus, einer seitlich leicht zurückgesetzt angeordneten Scheune mit Durchfahrt zum Hof sowie zweier weiterer Scheunen gleicher Bauzeit im hinteren Hofraum. Die Gebäude wurden auf niedrigen, lagenhaft vermauerten Werksteinsockeln erbaut und verfügen über Erdgeschosse in rotem Ziegelmauerwerk. Das fünfachsige Wohnhaus mit segmentbogigen Fenstern ist mittig über eine kurze, leicht eingezogene Freitreppe erschlossen. Stockwerkweise verzimmert zeigen Wohnhaus und Nebengebäude Fachwerkobergeschosse mit regelmäßigem Gefüge und Mannfiguren (Wohnhaus) oder schräg gestellten Dreiviertelstreben (Torhaus) an den Eckständern. Die Nebengebäude werden mittels steiler Satteldächer abgeschlossen, das Wohnhaus durch ein hohes Mansarddach. | Beginn 20. Jahrhundert                                                | 79160 DDB  |
| weitere Bilder | Schule                            | Rosenthal, Schulstraße 5 LageFlur: 30, Flurstück: 45/7                                                                     | Das zweite Schulhaus der Stadt Rosenthal wurde 1841 nach Plänen des Stadtbaumeisters Happel vom Zimmermeister Ludwig Ruckert errichtet. Der zum Schulhof traufständige Baukörper besteht aus drei regelmäßig gegliederten Bauteilen, die sich über einem gemeinsamen Werksteinsockel erheben. Neben dem zweigeschossigen, zentralen, stockwerkweise verzimmerten, achtachsigen Fachwerkbau mit seinem regelmäßigen, mit steilen geschosshohen Streben ausgesteiften Gefüge wurden zwei gleichartige, eingeschossige Fachwerkanbauten errichtet, deren Hauptgeschoss höher ist als das Erdgeschoss des Zentralbaus. Alle drei sind mit Walmdächern abgeschlossen und bilden in ihrer Regelmäßigkeit eine optische und bauliche Einheit. | 1841                                                                  | 79161 DDB  |
| Alte Schule | Alte Schule                       | Rosenthal, Schulstraße 7 LageFlur: 30, Flurstück: 45/10                                                                    | Das älteste noch vorhandene Schulgebäude der Stadt Rosenthal wurde im Jahre 1831 unter dem Stadtbaumeister J.G. Schleiter von den Zimmermeistern Johannes und Ludwig Ruckert errichtet. Es handelt sich um einen lang gestreckten, zum Schulhof traufständigen, zweigeschossigen, stockwerkweise verzimmerten Fachwerkbau auf niedrigem, heute verputzten Sockel. Der sechsachsige Bau wird im Erdgeschoss mittig über eine Freitreppe erschlossen. Er zeigt ein schlichtes Fachwerkgefüge mit bündig verzimmerten Geschossen, schmalen Hölzern und steilen geschosshohen Streben. | 1831                                                                  | 79162 DDB  |
| Zehntstraße 1 | Wohnhaus                          | Rosenthal, Zehntstraße 1 LageFlur: 29, Flurstück: 105/1                                                                    | Großvolumiges Eckgebäude, das aus einem zum Fischtor giebelständigen Bauteil und einem rückwärtig angesetzten, zur Zehntstraße giebelständigen Bauteil besteht. Der zweigeschossige, stockwerkweise verzimmerte Baukörper ruht auf einem aus großen Quadern lagenhaft vermauerten Werksteinsockel und ist aus dem Straßenraum des Fischtores, eine kleine platzartige Erweiterung schaffend, zurückgesetzt. Beide Bauteile zeigen ein einfaches konstruktives Fachwerkgefüge mit steilen geschosshohen Streben in beiden, bündig verzimmerten Geschossen. Der hintere Querbau dient als Wirtschaftsteil und wird im Sockelgeschoss aus Werkstein durch eine Einfahrt erschlossen. | 18. Jahrhundert                                                       | 79163 DDB  |
| Anwesen, Zehntstraße 2 · Fachwerkwohnhaus, Zehntstraße 2 | Wohnhaus                          | Rosenthal, Zehntstraße 2 LageFlur: 29, Flurstück: 23                                                                       | An der Einmündung der Straße Im Wall in die Zehntstraße einen Hofraum nach Norden abschließend, im frühen 18. Jahrhundert traufständig zum Wall errichtetes dreigeschossiges Fachwerkwohnhaus. Das über einem flachen, den leichten Geländeanstieg ausgleichenden Sandsteinquadersockel stockwerkweise aufgerichtete Wohnhaus zeigt ein regelmäßiges, dichtes Fachwerkgefüge mit Mannfiguren an den Eckständern und geschosshohen Streben an den mittleren Bundständern der Traufseite. Das an Trauf- und Giebelseite erschlossene Gebäude kragt in den breiten Gebälkzonen mit ihren taubandartig beschnitzten Füllhölzern und profilierten Schwellen leicht über. Das hoch aufragende, auf spitzwinkligem Grundriss errichtete Gebäude prägt die platzartige Erweiterung an der Einmündung der Straßen Im Wall und Zehntstraße in das Fischtor. | Beginn 18. Jahrhundert                                                | 79143 DDB  |
| Bild gesucht BW | Wohnhaus                          | Rosenthal, Zehntstraße 5 LageFlur: 30, Flurstück: 65/3                                                                     | Das hoch aufragende, dreigeschossige Fachwerkhaus wurde im ausgehenden 16. Jahrhundert an der Zufahrt zur heute verschwundenen Burg errichtet. Der Baukörper besteht aus zwei in Ständerbauweise zusammengefassten, auf einem hohen Werksteinsockel ruhenden Geschossen, über denen sich mit weitem Überstand ein aufgesetztes Stockwerk unter einem steilen Krüppelwalmdach mit doppelt überkragendem Giebel erhebt. Das an der Traufseite erschlossene Gebäude zeigt ein dichtes Fachwerkgefüge mit teils sehr stark dimensionierten Hölzern, das an den Bundständern mit weit gespreizten Mannfiguren ausgesteift ist. Da an den Eckständern ursprünglich Fenster anschlossen, wurden hier nur kurze Diagonalstreben in die Brüstungsfelder gesetzt. Auffälligstes Merkmal des im Erdgeschoss der Giebelseite vierachsigen, in den Obergeschossen ehemals sechsachsigen Wohnhauses sind die breiten Gebälkzonen mit ihren gerundeten Füllhölzern und den mit Taubändern beschnitzten Schwellen. | Ende 16. Jahrhundert                                                  | 79164 DDB  |
| Forstamt, Zehntstraße 7 | Forstamt                          | Rosenthal, Zehntstraße 7 LageFlur: 30, Flurstück: 24/17                                                                    | Das in der Mitte des 19. Jahrhunderts errichtete Forstamt Rosenthal bildet heute zusammen mit der alten Schule und dem alten Amtshaus eine geschlossene Hofsituation. Der zum Hof traufständige Baukörper des stockwerkweise, jedoch bündig verzimmerten Fachwerkhauses mit seinem rein konstruktiven Gefüge ruht auf einem flachen Werksteinsockel und wird leicht außermittig an der Hofseite erschlossen. Die Traufseite ist zu sechs Fensterachsen gegliedert, deren rechte drei zu einer Gruppe zusammengefasst sind. | Mitte 19. Jahrhundert                                                 | 79165 DDB  |
| Amtsgericht und Scheune · Innenhof, Zehntstraße 12 | Amtshaus                          | Rosenthal, Zehntstraße 12 LageFlur: 30, Flurstück: 24/25                                                                   | 1699 als Amtssitz des örtlichen Vertreters des Landgrafen errichtetes Fachwerkhaus. Der zweigeschossige, stockwerkweise verzimmerte Bau ruht auf einem flachen Werksteinsockel und wendet seine Traufseite der ehemaligen Einfahrt der Burg zu. Die beiden Vollgeschosse des großvolumigen Gebäudes zeigen ein dichtes Fachwerkgefüge mit leicht gebogenen Dreiviertelstreben an den Eckständern. Das Obergeschoss kragt über einer schmalen Gebälkzone und einer profilierten Schwelle leicht über. Das herrschaftliche Wohnhaus wird von einem steilen Krüppelwalmdach abgeschlossen und ist an der Giebelseite vollständig verschiefert. Zum Anwesen des Amtshauses gehören auch noch eine im frühen 19. Jahrhundert errichtete, zum Hof traufständige Fachwerkscheune mit Halbwalmdach sowie ein als Ständerbau im 19. Jahrhundert errichteter, zweigeschossiger Zwischenbau. | 1699                                                                  | 79167 DDB  |

### Willershausen
| Bild            | Bezeichnung                        | Lage                                                                  | Beschreibung | Bauzeit              | Objekt-Nr. |
| --------------- | ---------------------------------- | --------------------------------------------------------------------- | --- | -------------------- | ---------- |
| Bild gesucht BW | Wohnhaus                           | Willershausen, Bergstraße 3 LageFlur: 2, Flurstück: 20/2              | Im hinteren Bereich der großen Hofstelle zum Hof traufständig angeordnetes, freistehendes, heute dreiachsiges Fachwerkwohnhaus. Das zweigeschossige Gebäude aus dem Jahre 1824 erhebt sich über einem mit Eckquaderung versehenen, in wildem Verband vermauerten, fast geschosshohen Bruchsteinsockel. Das stockwerkweise verzimmerte Fachwerkgefüge wird durch Mannfiguren an den Eckständern und im Obergeschoss auch an den Bundständern ausgesteift. Am Rähm des Erdgeschosses findet sich folgende Inschrift: „Soli Deo Gloria Die Witwe Anna Elisa Bubenheim und ihr Sohn Tobias Bubenheim die haben Gott vertraut und dieses Haus erbaut Anno 1821 - Der Zimmermeister war George Kleim aus Gemünden. Durch Gottes Hülf und Segen und Fleis der Zimmerleit durch Hauen und durch Saagen ist dieses Haus erbaut“. | 1821/1824            | 79260 DDB  |
| Bild gesucht BW | Wohnhaus                           | Willershausen, Burgwaldstraße 2 LageFlur: 2, Flurstück: 17            | Das 1720 von Adam Dersch als Teil einer Hofanlage errichtete Wohnhaus wurde im Jahre 1866 von Johann Dersch ersetzt. Über den Sandsteinquadersockel hinaus setzt sich das Kellergeschoss bis in das Fachwerkgefüge des Erdgeschosses fort, ist dort jedoch teilweise massiv erneuert. Das Fachwerkgefüge ist stockwerkweise mit leichtem Überstand verzimmert und durch geschosshohe Streben ausgesteift. Die Gebälkzone zeigt gerundete Balkenköpfe und Füllhölzer sowie folgende Rähminschrift: „Gott allein die Ehr. Erbaut im Jahr 1866 am 26. Mai durch Johannes Dersch und dessen Ehefrau Maria Katharina geborene Mengel von hier. Wer Gott vertraut hat wohl gebaut im Himmel und auf Erden. Wer sich verlässt auf jesum Christ dem soll der Himmel werden. Zimmermeister war Christoph Kötting von Sehlen“. Mit dem dreiachsigen Giebel zur Straße ausgerichtet wird das Gebäude traufseitig vom Hof aus erschlossen. | 1720, Neuaufbau 1866 | 79261 DDB  |
| Bild gesucht BW | Forsthaus Willershausen            | Willershausen, Forsthaus Willershausen 1 LageFlur: 42, Flurstück: 7/2 | Westlich der Ortslage von Willershausen auf Rosenthaler Gemarkung am Waldrand erhebt sich das den typischen Merkmalen preußischer Forsthäuser aus der Zeit zwischen 1870 und 1900 entsprechende Gebäude. Es besteht aus einem eingeschossigen Stallanbau mit holzverkleidetem Drempelgeschoss, dem ein zweigeschossiger Kopfbau vorgelagert ist. Stall und Erdgeschoss des Wohnhauses wurden über einem aus regelmäßigen Sandsteinquadern gemauerten Sockel aus verputztem Ziegelmauerwerk errichtet und im Wohnteil mit einer regelmäßigen Reihung segmentbogiger Fenster gegliedert. Das heute verkleidete Obergeschoss des Wohnhauses ist als leicht über profilierten Balkenköpfen überkragende Fachwerkkonstruktion ausgeführt und wird von einem flachen Satteldach bedeckt. | 1870 bis 1900        | 79869 DDB  |
| Bild gesucht BW | Gesamtanlage historischer Ortskern | Willershausen, Gesamtanlage historischer Ortskern Lage                | Erst in den letzten zwei Jahrhunderten entwickelte sich das früher landesherrliche Gut zu einem Dorf. Diese Entwicklung schlug sich auch im Grundriss des seit dem frühen 18. Jahrhundert kaum gewachsenen Ortes nieder. Noch im 18. Jahrhundert zeigt das Kataster deutlich den Gutscharakter an. Auf einem nahezu quadratischen Grundriss sind die Gebäude der einzelnen Pächter mehr oder weniger parallel oder rechtwinklig zueinander angeordnet. Es gab zu dieser Zeit noch keine einzelnen Parzellen, sondern nur den Gesamtbezirk. Noch im Jahre 1853 waren die zwölf Wohnhäuser des Ortes „nicht umfriedigt, jedoch durch die dazu gehörigen Scheuern und Stallungen für sich abgeschlossen“. 1855 wurden die Wege im Dorf gepflastert und erst 1908 die einzige Zufahrt zum Dorf, die Straße nach Rosenthal, ausgebaut. Das im 19. Jahrhundert entstandene Dorfzentrum besteht aus einer leicht versetzten Kreuzung, um die herum sich die Gehöfte gruppieren. Bis heute sind die Hofstellen nur locker und unregelmäßig bebaut. |                      | 721683 DDB |
| Bild gesucht BW | Scheune                            | Willershausen, Torstraße 1 LageFlur: 2, Flurstück: 28/8               | An einer städtebaulich hervorgehobenen Stelle, den südöstlichen Bereich der Hauptkreuzung optisch dominierend, erhebt sich die zur Torstraße giebelständig ausgerichtete, großvolumige, zweigeschossige Scheune aus dem Jahre 1808. Über einem flachen Bruchsteinsockel wurde ein hohes Erdgeschoss mit leicht außermittiger Durchfahrt in der Traufseite aufgerichtet und mit Mannfiguren an den Eckständern ausgesteift. Das niedrigere Speichergeschoss ist an den Giebelseiten bündig verzimmert und an den Traufseiten eine Gebälkzone bildend mit leichtem Überstand errichtet und mit Mannfiguren ausgesteift worden. An der Hofseite findet sich eine Balkeninschrift: „Johann Adam Mengel Gericht schoph und dessen Ehefrau Anna Catharina und dessen Sohn Christian Mengel die haben Gott vertraut und diese Scheur erbaut. Der Zimmermeister war Jacob Feisel von Bottendorf am 14ten July 1808“. | 1808                 | 79262 DDB  |